# 메시에 28

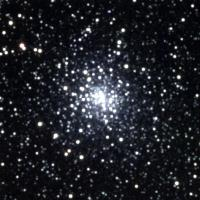
M28

메시에 28(NGC 6626)는 궁수자리에 있는 구상 성단이다. 1764년 샤를 메시에가 메시에 천체 목록에 넣었다.
M28는 지구에서 약 18,000~19,000광년 떨어져 있다. 겉보기 등급은 +7.66등급으로, 시직경은 11.2분으로 반경은 약 30광년이다. 성단 내에 18개의 거문고자리 RR형 변광성들이 있다. 1986년에는 Jodrell Bank Observatory의 Lovell Telescope에 의해서 구상 성단으로는 처음으로 밀리초 펄사가 발견되었다.

## 같이 보기
- 메시에 천체 목록